# Biblioteket i Alexandria
 Denne artikel omhandler det antikke bibliotek i Alexandria. For det moderne bibliotek i Alexandria, se Bibliotheca Alexandrina.
Biblioteket i Alexandria var i antikken det største bibliotek i verden og gjorde Alexandria til et førende lærdomscenter. Det formodes at være grundlagt omkring 280 f.Kr. af Ptolemaios 2. af Egypten. Eratosthenes og Aristarchos forskede aktivt ved biblioteket, som i sin storhedstid skal have haft mellem 400.000 og 700.000 skriftruller, fortrinsvis med græsk litteratur.

## Oversigt
En historie bygger på, at biblioteket gennem Demetrios af Phaleron fik fat i Aristoteles' egen samling af skriftruller fra Lykeion. Demetrius var en af Aristoteles' elever. Man ved ikke præcist, hvordan bibliotekets samling voksede sig så stor. En forordning af Ptolemaios 3. af Egypten beordrede alle besøgende til at aflevere bøger og skriftruller, som de havde i deres besiddelse.
De blev så kopieret af offentlige skrivere, originalen blev anbragt i biblioteket, og kopien afleveret til den oprindelige ejer.
Der hersker stor uenighed om, hvordan biblioteket var organiseret. Store dele af biblioteket var med stor sandsynlighed decentraliseret, så der kan også være tale om de "Alexandrianske Biblioteker". Bibliotekets bogbestand var sikkert fordelt på flere bygninger, mens hovedbiblioteket enten var lokaliseret i forbindelse med eller tæt på den ældste bygning, Museion, og et andet bibliotek i det yngre Serapeum. Serapeum var også et tempel til ære for Serapis. Edward Parsons giver i det følgende en karakteristik af hovedbiblioteket, baseret på eksisterende historiske kilder:
"En søjlegang, der var dækket af marmor, forbandt museumsbygningen med en nærliggende statelig bygning, også i hvid marmor og sten, det hele i arkitektonisk harmoni. Faktisk skabte det en integreret del af den store lærdomsmængde, takket være at den første Ptolemaios klogt fulgte Demetrios af Phalerons råd og geniale tanker. Dette var det berømte bibliotek i Alexandria, Alexandriana, uden tvivl det mest fremragende vidunder i den antikke verden. Her, i ti store sale, hvis udstrakte vægge var kantede med rummelige skabe (armaria), nummererede og forsynede med titler, forvaredes den uhyre mængde manuskripter indeholdende visdom, viden og information, samlet sammen af det hellenske geni. Hver af de ti sale var beregnet til at rumme en særskilt lærdomsgruppe, der omfattede de formodede ti afdelinger af den hellenistiske viden. Salene blev brugt af lærde til generelle undersøgelser, selv om der var mindre, separate rum til enkeltpersoner eller grupper, som foretog specielle studier.
I 2004, fremlagde et polsk-egyptisk hold en påstand om at have fundet dele af biblioteket i Bruchion regionen. Arkæologerne hævdede, at de havde fundet 13 "læsesale", hver med et centralt podium. Zahi Hawass, præsident for Egyptens Øverste Råd for Kulturgenstande hævder, at de udækkede rum har givet plads til 5000 studenter.
Til ære for det ældgamle bibliotek har den egyptiske regering bygget et stort biblioteks- og museumskompleks i Alexandria tæt på det gamle bibliotek, kaldet Bibliotheca Alexandrina, som stod færdigt i 2003.

## Ødelæggelsen af biblioteket
En af grundene til, at der kendes så lidt til biblioteket, er den, at det blev ødelagt nogle århundreder efter dets grundlæggelse. Alt, hvad der er tilbage af mange de bind, er nogle forjættende, men uopnåelige titler, der henviser til al den historie, der er forsvundet ved bygningens ødelæggelse. Ifølge Plutarch brændte biblioteket i 47 f.Kr. Ikke overraskende er det store bibliotek sidenhen blevet gjort til et symbol på viden.
Både Serapeum, et tempel og et datterbibliotek og Museion selv eksisterede muligvis indtil 400 e.Kr., men en optegnelse fra før ødelæggelsen omtaler Julius Cæsar under hans invasion af Alexandria i 47 f.Kr.. Cæsar satte fjendens flåde i brand, da den lå i havnen. Nogle historikere mener, at ilden bredte sig ind i byen og ødelagde hele biblioteket. Denne teori hævdes i dag kun af et mindretal, selv om den er baseret på flere antikke kilder, som dog er skrevet mindst 150 år efter, at den formodede ødelæggelse fandt sted. Edward Parsons har analyseret Cæsar-teorien i hans bog Alexandria Biblioteket og opsummerer kilderne som følgende:
Et endeligt sammendrag er interessant: Blandt de 16 forfattere, kender de 10: Cæsar selv, forfatteren af den Alexandrianske Krig, Cicero, Strabon, Livius (af det vi indtil videre kender til), Lukan, Florus, Sueton, Appian og selv Athenaeus, åbenbart intet til brændingen af museet, biblioteket eller bøgerne under Cæsars besøg i Egypten. De seks øvrige forfattere fortæller hændelsen sådan:
1. Seneca (49 e. Kr.). Han er den første forfatter, som nævner hændelsen. Det sker næsten 100 år efter den påståede begivenhed, hvor han skriver, at 40.000 bøger blev brændt.
2. Plutarch (c. 117) siger, at ilden ødelagde Det store bibliotek.
3. Aulus Gellius (123 – 169) siger, at under "plyndrigen" af Alexandria blev 700.000 bind brændt.
4. Dio Cassius (155 – 235) siger at dokkerne, der huser korn og bøger blev brændt, og at disse bøger fandtes i stort antal og god kvalitet.
5. Ammianus Marcellinus (390) siger, at under "plyndringen" af byen blev 70.000 bøger brændt.
6. Orosius (c. 415) er den sidste forfatter, og han er den eneste, der bekræfter Senecas oplysning om, hvad der blev ødelagt: 40.000 bøger.
Af alle kilderne er Plutarch den eneste, som udtrykkeligt refererer til ødelæggelsen af biblioteket. Plutarch var også den første forfatter til at nævne Cæsar ved navn. Ammianus Marcellinus beretning ser ud til at være baseret direkte på Aulus Gellius, fordi ordvalget er næsten det samme.
Flertallet af de antikke historikere, selv de, som var Cæsars stærkeste politiske modstandere, beretter ikke om den påståede hændelse. Cecile Orru argumenterer i Antike Bibliotheken, (2002, udgivet af Wolfgang Höpfner) for, at Cæsar ikke kan have ødelagt biblioteket, da det befandt sig i byens kongelige kvarter , hvor Cæsars tropper have forskanset sig efter branden. Det ville ikke have været muligt, hvis branden havde bredt sig til dette sted. Ud over at biblioteket var en meget stor stenbygning, og at skriftrullerne var lagt væk i "armaria" og nogle af dem var lagt i kapsler, er det meget svært at se, hvordan en brand i havnen skulle have kunnet skade biblioteket i væsentlig grad. Endelig har nye arkæologiske fund bekræftet, at et omfattende vandforsyningsnetværk, som dækkede store dele af byen, naturligvis også dækkede det kongelige kvarter.
Ødelæggelsen af biblioteket skyldes i følge nogle historikere en periode med borgerkrig i sidste del af det 3. århundrede. Vi ved at Museion, som var en sidebygning til biblioteket, overlevede indtil det 4. århundrede. Der kendes også antydninger fra middelalderen, der påstår, at Kalif Omar under en invasion i det 7. århundrede beordrede biblioteket ødelagt, men disse påstande må generelt betragtet ses som kristen propaganda mod muslimer.[kilde mangler]
Legenden om Kalif Omars ødelæggelse af biblioteket viser også et klassisk eksempel på et dilemma. Omar skal have sagt, at hvis bøgerne i biblioteket ikke indeholdt Koranens lære, var de nytteløse og burde ødelægges; hvis de indeholdt Koranens lære, var de overflødige og burde ødelægges.

## Beviser for, at biblioteket fandtes efter Cæsar
Som nævnt ovenfor, er det generelt accepteret, at Museion i Alexandria eksisterede indtil 400 e.Kr., og hvis Museion og Biblioteket antages at være stort set identiske eller forbundet med hinanden, kan tidligere optegnelser om ødelæggelsen dreje sig om et mindre antal af bøger lagret et andet sted. Dette er i overensstemmelse med antallet hos Seneca, som er meget mindre end det totale antal bøger i Biblioteket. Så i denne fortolkning er det f.eks. muligt, at bøger, der blev opbevaret i et pakhus nær havnen, tilfældigvis blev ødelagt af Cæsar, og at det større antal, der nævnes i nogle værker, må betragtes som upålidelige: misfortolkninger gjort af de munke, der bevarede disse værker gennem Middelalderen, eller bevidste forfalskninger.
Selv hvis man betragter Museion og Biblioteket som klart adskilte bygninger, er der overvejende bevis for at Biblioteket forsatte med at eksistere efter den påståede ødelæggelse. Plutarch, hvis påstand om, at det store bibliotek skulle være ødelagt (150 år efter den påståede ulykke), beskriver i "Antonius' levnedsbeskrivelse", hvordan Marcus Antonius senere overførte det næststørste bibliotek til Alexandria som en gave til Kleopatra 7. Han citerer Calvisius for en påstand om at "Marcus Antonius har givet hende biblioteket fra Pergamon, som indeholder 200.000 forskellige bind", selvom han selv finder Calvisius påstand svær at tro på. I Einführung in die Überlieferungsgeschichte (1994, p. 39), nævner Egert Pöhlmann andre udvidelser af de alexandrinske biblioteker ved Cæsar Augustus (i året 12 e.Kr.) og ved Claudius (41-54 e.Kr.) Selv hvis de fleste af de alvorlige beskyldninger mod Cæsar var sande, rejser dette et spørgsmål om, hvad der så skete med disse bind.
Bibliotekets fortsatte eksistens bliver også støttet af en antik inskription fundet i begyndelsen af det 20. århundrede, indviet til Tiberius Claudius Balbillus af Rom (d. 56 e.Kr.), her citeret efter Handbuch der Bibliothekswissenschaft (Georg Leyh, Wiesbaden 1955):
"Vi må forstå, at det embede, som Tiberius Claudius Balbillus havde [...] og som indbefattede titlen 'supra Museum et ab Alexandrina bibliotheca', må have kombineret ledelsen af Museet med de forenede biblioteker, som et akademi."
Athenaeus (ca. 200 e.Kr.) skrev i detaljer i bogen Deipnosophistai om Ptolemaios 2.'s rigdom (309 f.Kr. til 246 f.Kr.) og om typen og antallet af hans skibe. Hvad angår biblioteket og museet, skrev han: "Hvorfor skulle jeg nu pege på bøgerne, etableringen af bibliotekerne og samlingen i museet, når dette er i enhver mands hukommelse?" Når man tager konteksten af hans påstand i betragtning og det faktum, at museet stadigvæk eksisterede på dette tidspunkt, er det klart, at Athenaeus ikke kan have refereret til nogen ødelæggelse: han betragtede begge faciliteter som så berømte, at det ikke var nødvendigt for ham at beskrive dem i detaljer. Derfor må man konkludere, at i det mindste at nogle af de alexandrianske biblioteker stadigvæk var funktion på den tid.

## Ødelæggelsen af de hedenske templer på Theophilus' ordre
I slutningen af det 4. århundrede begyndte kristne magthavere at forfølge hedenskab som reaktion på de foregående århundreders romerske kristenforfølgelser. Templer og statuer blev ødelagt over hele Romerriget, hedenske ritualer blev forbudt under dødsstraf og biblioteker blev lukket. I 391 beordrede kejser Theodosius alle hedenske templer ødelagt, og patriarken af Alexandria, Theophilus af Alexandria efterkom dette ønske. Sokrates Scholasticos giver følgende beretning om ødelæggelsen af templerne i Alexandria:
"Efter råd fra Theophilus, Alexandrias biskop, udstedte kejseren på denne tid en ordre om nedbrydning af de hedenske templer i byen; samtidig befalede han, at det skulle udføres under ledelse af Theophilus. Han greb denne lejlighed og gjorde sig den yderste umage for at udsætte de hedenske mysterier for foragt. Og til en begyndelse foranledigede han, at Mithreum blev renset, og han fremlagde tegnene på dets blodige mysterier for offentligheden. Så ødelagde han Serapeum, og han karikerede offentligt de blodige ceremonier i Mithreum; han viste også, at Serapeum var fyldt med vild overtro, og han lod Priapus' fallosser bære midt gennem torvet. [...] Da denne forstyrrelse således var blevet bragt til ende, hjalp Alexandrias guvernør og den øverstbefalende for tropperne i Egypten Theophilus med at nedbryde de hedenske templer. De blev derfor jævnet med jorden, og deres gudebilleder blev smeltet om til gryder og andre passende redskaber til brug for kirken i Alexandria; for kejseren havde instrueret Theophilus om at fordele dem til hjælp for de fattige. Alle billeder blev derefter slået i stykker undtagen én statue af den førnævnte gud, som Theophilus skånede og stillede op på et offentligt sted; 'For,' som han sagde, 'at hedningene ikke i fremtiden skal benægte, at de nogensinde har tilbedt den slags guder.'"
Serapeum husede en del af biblioteket, men man ved ikke, hvor mange bøger det rummede på den tid, da det blev ødelagt. Paulus Orosius indrømmede især i sin Historie mod hedningene: "I dag findes der bogskabe i templerne, som vi selv har set, og man fortæller os, at da disse templer blev plyndret, blev de tømt i nutiden af vore egne folk, og dette er virkelig en sand beretning." Nogle af bøgerne kan derfor være blevet stjålet, men de, som fandtes i datidens Serapeum, må være blevet ødelagt, da det blev jævnet med jorden.
Hvad angår Museion, skriver Mostafa El-Abbadi i Liv og skæbne for oldtidens bibliotek i Alexandria (Paris 1992):
"Museion, som også var et 'tempel for muserne', nød en vis fredhellighed, så længe de hedenske templer stod uskadte. Synesius of Cyrene, som studerede under Hypatia af Alexandria mod slutningen af det 4. århundrede, så Museion og beskrev billederne af filosofferne derinde. Vi har ingen senere omtale af dets eksistens i det 5. århundrede, men da Theon, den fremstående matematiker og far til Hypatia, som selv var en berømt lærd, var det sidst kendte, videnskabelige medlem (ca. 380), er det sandsynligt, at Museion ikke overlevede forkyndelsen af Theodosius' dekret i 391 om at ødelægge alle hedenske templer i byen."

## Konklusioner
Der er en voksende enighed blandt historikere om, at biblioteket i Alexandria sikkert led under flere forskellige ødelæggende begivenheder, men at ødelæggelsen af Alexandrias hedenske templer i slutningen af det 4. århundrede sikkert var det hårdeste og mest afgørende slag mod biblioteket, fordi beviserne for den ødelæggelse er de mest endelige og sikre. Cæsars invasion kan sikkert have ført til, at man mistede 40.000–70.000 skriftruller i et pakhus tæt ved havnen (som Luciano Canfora argumenterer, var de sikkert kopier lavet af biblioteket og beregnet til eksport), men det er usandsynligt, at det kan have berørt biblioteket eller Museion, når man sammenligner med de mange beviser for, at de begge fandtes senere.
Borgerkrige, svækkede investeringer i vedligeholdelse og anskaffelse af nye skriftruller og en generelt dalende interesse for ikke-religiøse beskæftigelser bidrog sikkert til nedgangen i mængden af materialer, der var til rådighed i biblioteket, specielt i det 4. århundrede. Serapeum blev helt sikkert ødelagt af Theophilus i 391, og Museion og biblioteket kan også være blevet ofre for samme kampagne.
Hvis det virkelig var en kristen pøbel, som var ansvarlig for ødelæggelsen af biblioteket, står det spørgsmål tilbage, hvorfor Plutarch tilfældigt nævner Cæsars ødelæggelse af "Det store bibliotek" i sin bog "Cæsars Liv". Plutarch blev beskyttet af indflydelsesrige romere, heriblandt vigtige senatorer, som Plutarch dedikerede nogle af sine værker til. Den slags beskyttere må have nydt at få skylden lagt over på den forholdsvist populistiske Julius Caesar. Det er også vigtigt at notere sig, at de fleste af de overleverede antikke værker, heri indbefattet Plutarch, blev kopieret gennem middelalderen af kristne munke. Under kopieringen er der sommetider lavet fejl, og nogle har argumenteret for, at bevidst svindel ikke kan udelukkes, særligt vedrørende politisk følsomme emner.[kilde mangler] Andre forklaringer er dog bestemt mulige, og Bibliotekets skæbne vil fortsat være emne for meget ophedede, historiske debatter.

## Andre biblioteker i den antikke verden
- Bibliotekerne i Ugarit, ca. 1200 f.Kr. omfatter diplomatiske arkiver, litterære værker og det tidligste privatejede bibliotek, der endnu er fundet.

- Kong Ashurbanipals bibliotek i Nineve, der betragtes som det "første systematisk indsamlede bibliotek". Det blev genfundet i det 19. århundrede. Selv om biblioteket var blevet ødelagt, har mange fragmenter af de gamle kileskrifttavler overlevet og er blevet rekonstrueret. Store dele af Gilgamesh-eposet var blandt de mange fund.

- Villa dei Papyri i Herculaneum var et af de største private biblioteker i det tidlige romerske kejserrige. Man antog, at det var blevet ødelagt under Vesuvs udbrud, men det blev genfundet i 1752, hvor indholdet i biblioteket var forkullet. Ved brug af moderne teknologi er skriftrullerne for tiden ved at blive rullet forsigtigt ud, og skriften bliver læst.

- Ved Pergamon skabte Attalidekongerne det næstbedste, hellenistiske bibliotek efter Alexandria, grundlagt ved efterligning af Ptolemæerne. Da Ptolemæerne ophørte med at eksportere papyrus, dels på grund af konkurrence og dels på grund af for små lagre, opfandt pergamenerne et nyt middel til brug for bøger, kaldet for pergamon eller pergament efter byen. Det blev lavet af fint kalveskind, og det var en forløber for velin og papir.

- Cæsarea Palæstina havde et stort, tidligt kristent bibliotek. Gennem Origenes og den lærde præst Pamphilus fik den teologiske skole ved Cæsarea ry for at have det mest omfattende, kirkelige bibliotek på den tid, og det rummede flere end 30.000 manuskripter: Gregor af Nazianz, Basileios den Store, Hieronymus og andre kom for at studere her.

## Biblioteket i populærkulturen
Biblioteket i Alexandria er omdrejningspunktet for en nyere Anders And-historie af Don Rosa, hvor det afsløres at dele af bibliotekets information har overlevet i form af Grønspætternes Grønspættebog.